# Castell de Guardiola
El Castell de Guardiola és un castell del municipi de Guardiola de Berguedà (Berguedà) declarada bé cultural d'interès nacional. Està situat estratègicament al cim i vessants del turó que hi ha al costat de tramuntana de l'aiguabarreig de la riera de Saldes o d'Eina amb el riu Llobregat, dominava l'entrada de l'alta conca d'aquest darrer.

## Descripció
Queden notables restes de murs en un petit puig prop l'aiguabarreig de la riera de Saldes amb el Llobregat sobre la població de Guardiola. Destaca el mur de la torre de Guardiola del que només en queda una part de la paret de llevant feta amb carreus regulars de mida mitjana, col·locats en filades i sense polir. Tot i que el conjunt del castell presenta els fonaments d'altres construccions (dues torres circulars, dos nivells de muralles, etc.), aquesta torre fou bastida a finals del segle xii o començaments del segle xiii, que aprofità part dels carreus d'una torre anterior, probablement de finals del segle X o inicis del següent. Tot el conjunt resta ple de brossa i vegetació, fet que dificulta el resseguir el perímetre del castell.Tot i que s'estan duent campanyes de reconstrucció.
El vessant de llevant és el menys abrupte i hagué de ser fortificat. A la meitat del pujol hi ha restes d'un primer recinte fortificat que devia incloure unes quantes cases segurament aparegudes a principis del segle xii, també documentades l'any 1279 i el 1327 on s'esmenta que hi havia nou focs. Prop del cim, una nova muralla defensada per dues torres circulars. La de migjorn és la més ben conservada. Al cim hi ha la construcció principal, edifici de planta trapezoïdal, bastit amb carreus escalabornats però poc treballats. Les mides són 6 m de llargada, i 4,20 m i 3,30 m d'amplada. Es conserva bé una paret de llevant, d'uns 6 m d'alçada i un gruix de 120 cm. Aquest edifici sembla d'època romànica.

### Pont Vell de Guardiola
A l'alta edat mitjana hi havia una via de comunicació al llarg del riu Llobregat que unia el baix Berguedà amb les valls de Lillet i de Bagà i amb la Cerdanya. Aquesta via la trobem documentada l'any 1040 en l'acta de consagració de Sant Climent de Vallcebre. Sobre aquesta via s'hi bastiren diversos ponts, com ara el de Guardiola. Gairebé sota el castell de Guardiola, damunt del riu Llobregat, prop de la confluència amb la riera de Saldes. Té dues arcades d'arc de mig punt, la central, d'uns 9 m i la secundària d'uns 5,5 m. Es completa amb dues petites arcades més destinades a evitar les parets massisses, perilloses en cas de riuada forta. Mesura 31 m de longitud i 3,25 d'amplada. L'aparell constructiu és de carreus escalabornats, poc treballats. Les dovelles dels arcs són lloses poc treballades, no gaire gruixudes. El pont es podria datar a finals del segle xi principis del XII. La part superior, les baranes, fou reconstruïda el segle xiii.

## Història

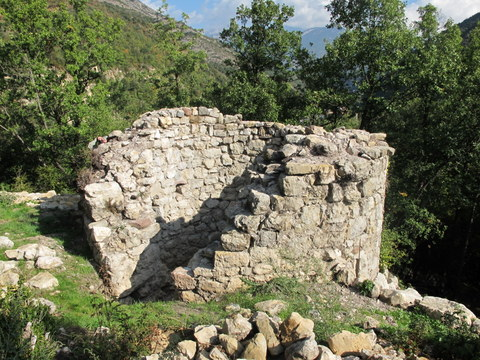
La torre circular de migjorn en la muralla superior (octubre 2012)

A la primera meitat del segle x, és possible que ja existís una torre de guaita, una guardiola en aquest indret estratègic. Darrere de la torre, a tramuntana, s'estenia la vall de Brocà que feia part del comtat de Cerdanya; més al sud començava el comtat de Berga, el sud del qual, terra fronterera, calia repoblar. Des d'aquí, es dominava l'entrada de l'alta conca del Llobregat, de les valls d'Eina, del Bastareny o de Bagà i de Lillet.
L'any 939, com a afrontació, s'esmenta una «rocha de Guardiola», possiblement precedent del castell. És possible que des de l'any 962, que el comte Sunifred de Cerdanya-Besalú donà l'alou de Llenes, la torre de Guardiola passés a dependre del monestir de Sant Llorenç prop Bagà. La major informació sobre el castell la tenim dels darrers segles medievals. L'any 1281, Agnès de Guardiola renuncià a la batllia del castell, que tenia pel monestir de Sant Llorenç, i retornà al monestir els drets heretats dels seus pares, Pere i Berenguera, a canvi de la seva manutenció vitalícia, un fet que coincidiria amb els primers símptomes de la crisi que trasbalsà el camp català a partir d'aquest moment i en els segles següents.
El segle xiv, el castell de Guardiola va ser la causa d'enfrontaments importants. La Cerdanya depenia dels reis de Mallorca i aquest fet pogué motivar, entre altres causes, l'interès dels reis catalano-aragonesos Jaume II i Alfons III per a l'adquisició de part dels drets que tenia el monestir de Sant Llorenç prop Bagà. També cal tenir en compte el desig de la monarquia de dominar un pas clau en una comarca controlada per grans senyors. L'any 1327 es produí un bescanvi entre el rei Alfons III i el monestir pel qual el rei rebia la meitat indivisa del castell i de les seves dependències en lliure i franc alou, de tal manera que els reis no la poguessin alienar, ja que, abans, havia de tornar a poder del monestir. El monestir va rebre, a canvi, la meitat indivisa de la meitat que el rei tenia a les parròquies de Santa Maria i Sant Julià de Vallcebre i de Sant Mateu de Fumanya. Després de l'esmentada permuta, es produïren greus violències entre el monestir i els Pinós, un dels principals senyors de la contrada i temorosos de l'augment del poder del rei en la zona.
El castell de Guardiola fou escenari d'un combat entre els partidaris del rei Jaume III de Mallorca i els de Pere III de Catalunya–Aragó. Un exèrcit format per berguedans s'oposà a Jaume III de Mallorca i en foragità les tropes del castell, el qual fou incorporat més tard a la corona, solemnement, per Pere III (1346). El 1364, però, el castell i el terme de Llenes foren venuts a la Universitat de Berga i, l'any següent, l'abat de Sant Llorenç prop Bagà vengué la seva meitat al baró de Pinós. Això comportà una nova època de tensions i d'enfrontaments entre els berguedans i els homes de la baronia de Pinós que durarien molts anys, agreujades en moments de dificultats, com quan hi hagué la pesta de 1589 o bé durant la guerra dels Segadors, en la qual Berga es mantingué fidel a Felip IV de Castella i tingué, per tant, el castell de Guardiola al servei d'aquest monarca.
Durant la guerra contra Joan II, el castell de Guardiola passà per diversos avatars. El rei donà el castell de Guardiola a Galceran de Pinós– Fenollet i de Mur (1469) per compensar-lo de les possessions que li havien estat confiscades al Rosselló pel rei francès. Uns quants anys més tard, el seu successor s'apoderà dels castells de Berga i de Guardiola, bé que posteriorment els restituí (1482). Es creu que el cardenal Richelieu, en una retirada dels francesos, va ordenar la destrucció del castell de Guardiola l'any 1642. Altres fonts apunten que el castell fou destruït al s. XVI per ordres del virrei Marquès de Taifa.